# Haas F1 Team
MoneyGram Haas F1 Team este o echipă de Formula 1 creată de Gene Haas în aprilie 2014. Echipa intenționa inițial să-și facă debutul la începutul sezonului 2015, dar a ales să amâne intrarea lor în Formula 1 pentru sezonul 2016.
Echipa își are sediul central în Kannapolis, Carolina de Nord - la 50 km de Charlotte - lângă echipa soră din NASCAR, Stewart-Haas Racing, deși cele două echipe sunt entități separate. Echipa are, de asemenea, un al doilea sediu în Banbury, Oxfordshire, pentru partea europeană a calendarului.

## Istoric

### 2016: Primul constructor american în Formula 1 după 39 de ani
În urma colapsului echipei Marussia F1 în sezonul 2014 și a licitației activelor lor, Haas a achiziționat sediul echipei Banbury pentru a servi drept bază pentru operațiunile lor.
Nerestricționată prin reglementări de testare până la momentul în care echipa a intrat efectiv în Formula 1, Haas și-a arătat noua mașină în decembrie 2015, înainte de testarea oficială de pre-sezon la Barcelona la începutul anului 2016. Haas s-a apropiat de producătorul italian Dallara pentru a-și construi șasiul, cu o unitate electrică furnizată de Ferrari. Fostul director tehnic al echipei Jaguar Racing și Red Bull Racing, Guenther Steiner este directorul echipei. Haas a confirmat că noua sa mașină a trecut testele obligatorii de avarie FIA la 8 ianuarie 2016.
Echipa a anunțat pe 29 septembrie 2015 că Romain Grosjean va fi unul dintre piloții lor pentru 2016. La 30 octombrie 2015, în weekendul Marelui Premiu al Mexicului, a fost anunțat oficial că pilotul de teste Ferrari, Esteban Gutiérrez, se va alătura echipei pentru 2016.

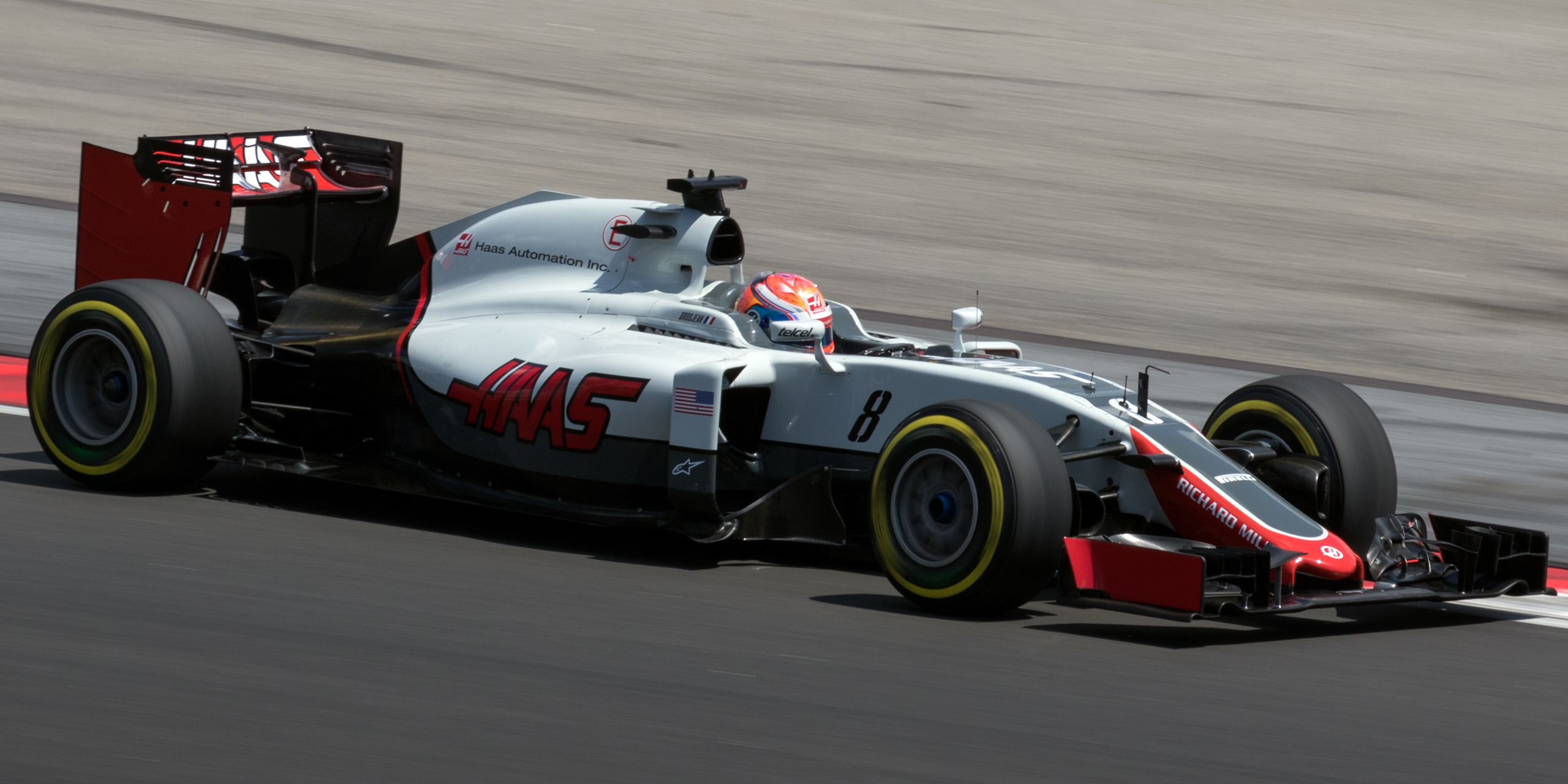
Romain Grosjean în Marele Premiu al Malaeziei din 2016

În debutul echipei la Marele Premiu al Australiei, Grosjean a terminat pe locul 6, înscriind opt puncte pentru echipă, care a devenit primul constructor american care a câștigat puncte în prima sa cursă de Formula 1 și primul constructor în general, de la Toyota Racing în 2002, pentru a înregistra puncte în debutul său. În aceeași cursă, colegul său de echipă, Gutiérrez s-a izbit într-un incident care a distrus McLaren-ul fostului campion mondial Fernando Alonso și a făcut ca cursa să fie oprită temporar. A urmat o altă cursă impresionantă în Bahrain, unde Grosjean a terminat pe locul 5. Deși în restul sezonului, echipa a scăzut din ritm, doar marcând puncte în alte trei ocazii. Grosjean a fost cel care a strâns toate cele 29 de puncte ducând la locul 8 până în Campionatul Constructorilor.
La 11 noiembrie 2016, echipa a anunțat că Kevin Magnussen va conduce alături de Grosjean în 2017, în locul lui Gutiérrez. Echipa a terminat locul 8 în Campionatul Constructorilor pentru al doilea an consecutiv, după ce a fost depășită de echipa Renault Sport Formula One în cursele finale.

### 2017-2018: Performanțe bune, dar inconstante
După o prezentare puternică în timpul testelor de iarnă, Haas s-a prezentat din nou în Australia cu o mașină competitivă; marcând cele mai bune poziții ale echipei care au început în grilă, cu Magnussen începând cu locul 5 și, respectiv, cu Grosjean. În timpul Marelui Premiu, aceștia au ocupat pozițiile a 4-a și a 5-a, ceea ce le-ar fi oferit cel mai bun rezultat și jumătate din punctele lor din 2017, dar ambele mașini s-au retras la un tur după ce s-au oprit la boxe, declanșând o mașină de siguranță virtuală care a afectat sfârșitul cursei. În cele din urmă, aceștia reușeșc un loc 4 și 5 în Austria, unde și-au depășit totalul punctelor din 2017, după doar nouă curse. La Marele Premiu al statului Singapore, Magnussen a primul cel mai rapid tur din cursă al echipei Haas. 2018 a fost cel mai bun sezon al echipei până în prezent, terminând pe locul cinci în Campionatul Constructorilor, cu un punct mai puțin decât să-și dubleze performanțele anului trecut.

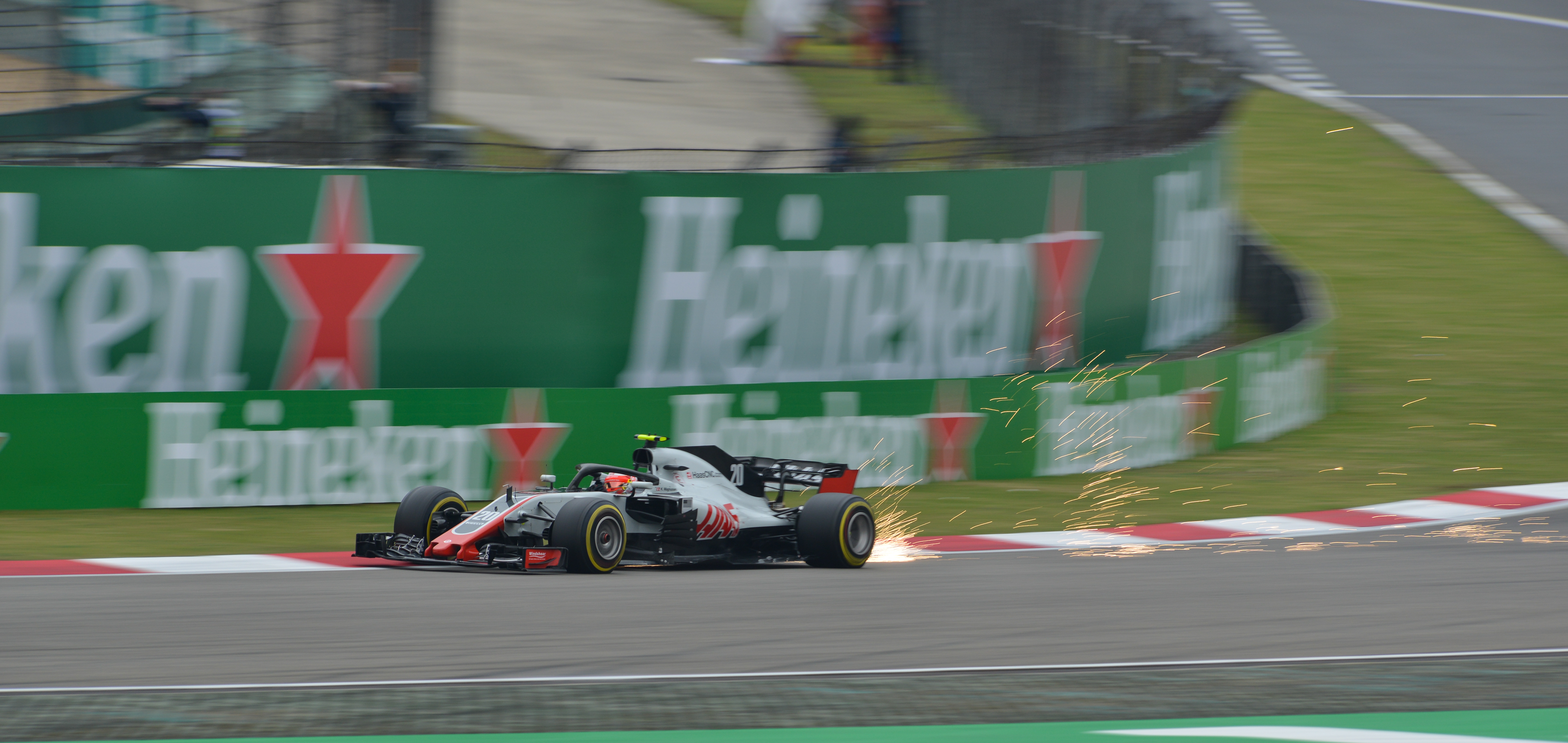
Kevin Magnussen în Marele Premiu al Chinei din 2018

Echipa a preluat Rich Energy ca sponsor de titlu pentru anul 2019. Aceasta a făcut parte din activarea unui acord de sponsorizare pe mai mulți ani cu Rich Energy, o companie britanică de băuturi energetice, care anterior a fost legată de achiziția Force India. De asemenea, echipa și-a păstrat linia de șoferi din 2018 pentru 2019, formată din Romain Grosjean și Kevin Magnussen pentru al treilea an consecutiv.
La cursa de deschidere în Australia, Magnussen a terminat pe locul 6 în ceea ce în cele din urmă s-ar dovedi cel mai bun rezultat al echipei din sezon. Ritmul de calificare al echipei a fost evident în Austria, unde Magnussen a înregistrat al 5-lea cel mai rapid tur, dar a terminat cursa pe locul 19, iar Grosjean pe 16. Cu patru zile înainte de Marele Premiu al Marii Britanii, pe 10 iulie, contul de Twitter Rich Energy anunța că acordul de sponsorizare a fost reziliat, citând performanțe slabe. Acest lucru a fost ulterior refuzat atât de echipă, cât și de acționarii Rich Energy și a reiesit că tweet-ul a fost rezultatul unei persoane „năzdrăvane”. Pentru Marele Premiu al Marii Britanii, echipa a ales să inverseze upgrade-urile amplasate pe mașina lui Grosjean, folosind aceeași specificație rulată în Australia, pentru a determina cauzele ritmului slab al mașinii. Cu toate acestea, ambii șoferi s-au ciocnit între ei în primul tur, provocând o dublă retragere pentru echipă. Marele Premiu al Germaniei a oferit cel mai bun rezultat combinat al sezonului, fiind clasat pe locul 7 și 8 după penalizările de după cursă pentru alți șoferi.
Rich Energy, sponsorul titlului, s-a confruntat cu numeroase probleme legale în cursul anului, printre care se constata că a plagiat sigla producătorului de biciclete Whyte Bikes. Pe 9 septembrie 2019, o zi după Marele Premiu al Italiei, Rich Energy a anunțat încheierea acordului cu echipa Haas F1 cu efect imediat. Echipa terminase Marele Premiu al Italiei la Monza fără puncte, cu Romain Grosjean terminând doar pe locul 16 și Kevin Magnussen retrăgându-se. Haas a încheiat sezonul pe locul 9 în campionatul constructorilor cu 28 de puncte, cea mai proastă finalizare a echipei de la fondarea lor în 2016.

### 2019-2023: Declinul
Pe 19 septembrie 2019, Haas a anunțat că va păstra o formație neschimbată cu Grosjean și Magnussen ca șoferi ai lor pentru sezonul 2020. Echipa a suferit cel mai prost sezon de la intrarea în Formula 1 în 2016. Echipa a terminat în puncte doar de două ori. Punctul culminant pentru echipă a fost însă o tragedie. Grosjean a suferit un accident în Marele Premiu al Bahrainului unde mașina sa s-a izbit de parapet și s-a rupt în două, partea frontală rămânând prinsă în barieră și în același timp izbucnind în flăcări. După câteva zeci de secunde, Grosjean a ieșit singur din mașină cu câteva arsuri și a fost transportat la spital. El a ratat restul sezonului și a fost înlocuit de Piettro Fittipaldi. Echipa a terminat sezonul pe locul 9 cu 3 puncte acumulate.
Atât Magnussen, cât și Grosjean au părăsit echipa la sfârșitul sezonului 2020. Au fost înlocuiți de rusul Nikita Mazepin, și de câștigătorul campionatului de Formula 2 din 2020, Mick Schumacher, fiul septuplului campion mondial de Formula 1, Michael Schumacher. Pentru a supraviețui financiar, echipa a optat să oprească dezvoltarea mașinii din 2021, concentrându-și în schimb resursele pe mașina din 2022. Ei au semnat, de asemenea, cu Uralkali, un producător rus de îngrășăminte cu potasiu, al cărui acționar cheie este tatăl lui Nikita, Dmitri Mazepin, ca sponsor principal al echipei. În timpul primei curse, Mazepin a ieșit în decor în primul tur, în timp ce Schumacher a terminat pe locul 16 la debutul său, ultima dintre toate mașinile care au rulat la sfârșitul Marelui Premiu. În ultima cursă a sezonului, Mazepin a fost testat pozitiv pentru COVID-19 și a fost exclus din cursă. Haas nu a putut să trimită un pilot înlocuitor în locul său, deoarece niciun pilot nu a îndeplinit cerința de a fi concurat într-o sesiune de antrenamente pentru echipă.

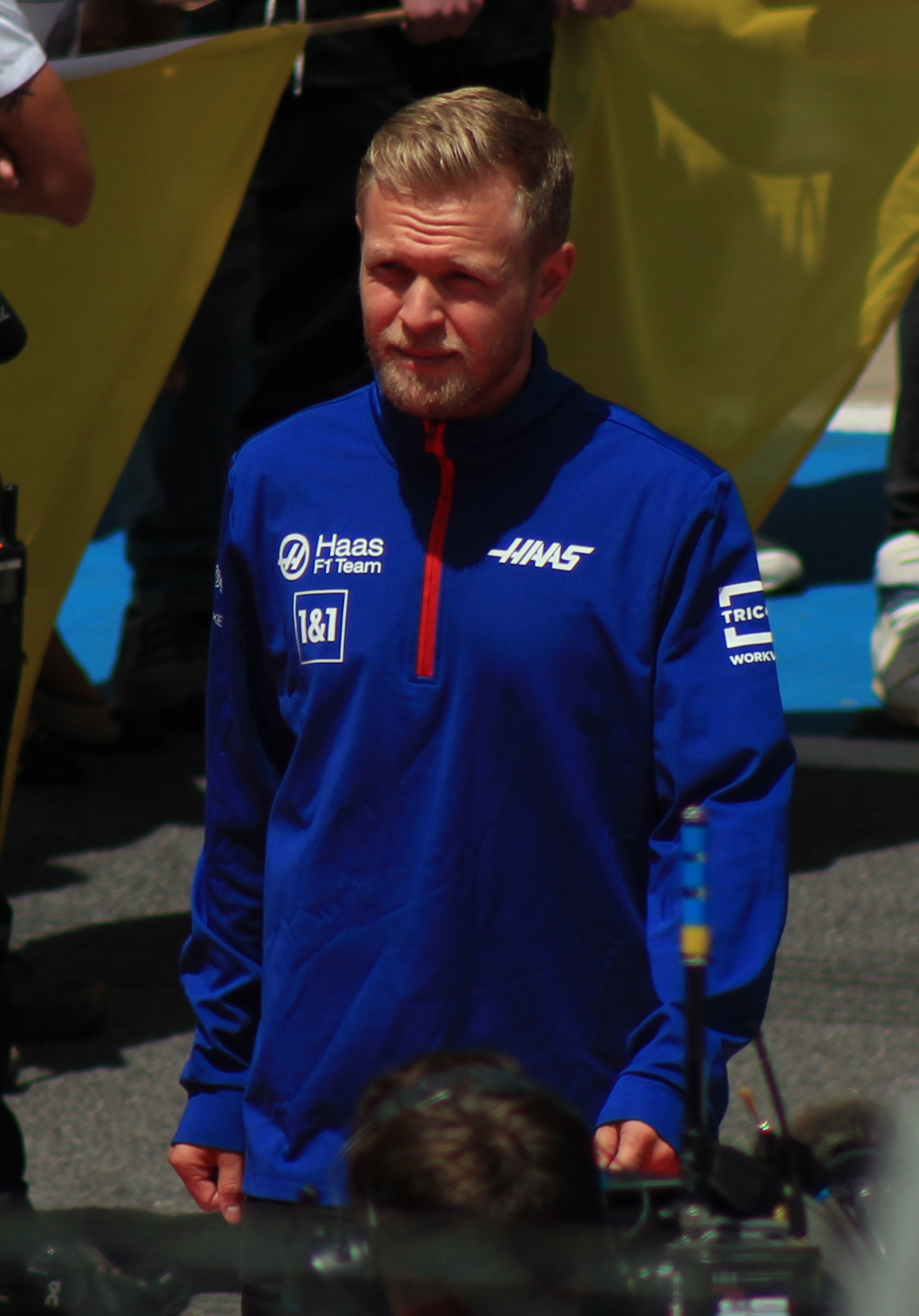
Kevin Magnussen a obținut primul pole position din palmaresul echipei la.

După invazia rusă a Ucrainei, Haas a eliminat de pe mașinile sale marca sponsorului rus Uralkali și culorile drapelului rus. Pe 5 martie, echipa a anunțat imediat că și-a reziliat contractul de sponsorizare cu Uralkali și contractul de pilot cu Mazepin. Kevin Magnussen, care a condus anterior pentru echipă din 2017 până în 2020, a fost anunțat drept înlocuitorul său. Haas a marcat în cele două curse de deschidere a sezonului din Bahrain și Arabia Saudită cu Magnussen. După o secetă de puncte, Haas a terminat cu puncte duble în Marele Premiu al Marii Britanii din 2022, Magnussen clasându-se pe locul 10 și Schumacher pe locul 8; primele sale puncte în Formula 1 și primul punctaj dublu pentru Haas după trei ani. Elanul a fost urmat de Magnussen care a terminat pe locul 8 și Schumacher pe 6 în cursa următoare din Austria. Echipa a obținut primul pole position la Marele Premiu de la São Paulo, Magnussen terminând calificările pe primul loc într-o sesiune cu condiții schimbătoare. Magnussen s-a retras după o coliziune cu Daniel Ricciardo de la McLaren în începutul cursei. 
Schumacher a plecat de la Haas la sfârșitul sezonului 2022, el fiind înlocuit de Nico Hülkenberg pentru 2023. La Marele Premiu al Canadei din 2023, Hülkenberg a obținut cea mai bună poziție de calificare a echipei din sezon, când s-a calificat pe locul al doilea într-o sesiune de calificări pe ploaie în care a beneficiat de accidentul lui Oscar Piastri de la McLaren în prima parte a sesiunii de calificări, care a scos steagul roșu. Restul grilei nu a reușit să-și îmbunătățească timpii, din cauză că ploaia a devenit mai puternică la reluarea sesiunii. Cu toate acestea, Hülkenberg a primit o penalizare de trei locuri pe grilă pentru o infracțiune sub steagul roșu și a început cursa pe poziția a cincea. Haas a terminat sezonul pe locul 10 în campionatul constructorilor, cu 12 puncte acumulate. Acest lucru s-a datorat în mare parte vitezei bune pe un singur tur al monopostului VF-23 dar, din cauza uzurii mari a anvelopelor, acesta avut dificultăți în timpul curselor. Cel mai notabil exemplu în acest sens a fost Hülkenberg, care s-a calificat pe locul 5 la Marele Premiu al Canadei, dar din cauza uzurii agresive a pneurilor, el a coborât pe locul 15. Haas a marcat puncte de doar cinci ori în timpul sezonului, locul 7 al lui Hülkenberg la Marele Premiu al Australiei fiind cel mai bun rezultat din sezon al echipei.

### 2024-prezent
În august 2023, Haas a anunțat că-și va păstra linia de piloți formată din Hülkenberg și Magnussen și pentru sezonul 2024. Pe 10 ianuarie, contractul directorului de echipă Guenther Steiner nu a fost reînnoit, postul fiind ocupat de inginerul Ayao Komatsu. De asemenea, directorul tehnic Simone Resta a părăsit și el echipa.
În august 2024, s-a raportat că Haas trebuie să ramburseze 9 milioane USD fostului sponsor principal Uralkali pentru contractul de sponsorizare anulat de o curte de arbitraj elvețiană cu două luni înainte. Acest lucru a dus la intrarea executorilor judecătorești și a poliției neerlandeze în paddock-ul Haas în timpul weekendului Marelui Premiu al Țărilor de Jos pentru a evalua bunurile pe care Uralkali le-ar putea confisca în cazul în care compania nu primește plata până la 26 august. La 23 august, Gene Haas a confirmat că echipa a efectuat plata, însă aceasta a fost complicată de sancțiunile asupra Rusiei. Pe 26 august, Uralkali a confirmat primirea plății, iar lui Haas i s-a permis să plece la Marele Premiu al Italiei. Magnussen a primit două puncte de penalizare pentru provocarea unei coliziuni la Marele Premiu al Italiei, ajungând la un total de douăsprezece puncte în douăsprezece luni și a primit o interdicție de o cursă. Pilotul de rezervă Oliver Bearman l-a înlocuit pentru Marele Premiu al Azerbaidjanului.
La 11 octombrie, Haas și Toyota Gazoo Racing (TGR) au semnat un parteneriat tehnic, prin care TGR va furniza servicii de proiectare, tehnice și de producție, în timp ce Haas va oferi expertiză tehnică și beneficii comerciale. Cel mai bun rezultat al sezonului pentru Haas a fost locul șase obținut consecutiv de Hülkenberg în Austria și Marea Britanie. Echipa a încheiat anul pe locul șapte în campionatul constructorilor după ce acumulat 58 de puncte, cea mai bună clasare din 2018 încoace.

## Palmares în Formula 1
| Sezon | Piloți                                                                          | Motor           | Șasiu | Puncte | Loc |
| ----- | ------------------------------------------------------------------------------- | --------------- | ----- | ------ | --- |
| 2024  | Kevin Magnussen Nico Hülkenberg                                                 | Ferrari 066/10  | VF-24 | 58     | 7   |
| 2023  | Kevin Magnussen Nico Hülkenberg                                                 | Ferrari 066/10  | VF-23 | 12     | 10  |
| 2022  | Mick Schumacher Kevin Magnussen                                                 | Ferrari 066/7   | VF-22 | 37     | 8   |
| 2021  | Nikita Mazepin · Mick Schumacher                                                | Ferrari 065/6   | VF-21 | 0      | 10  |
| 2020  | Kevin Magnussen (toate) Romain Grosjean (15 curse) Piettro Fittipaldi (2 curse) | Ferrari 065     | VF-20 | 3      | 9   |
| 2019  | Kevin Magnussen Romain Grosjean                                                 | Ferrari 064     | VF-19 | 28     | 9   |
| 2018  | Kevin Magnussen Romain Grosjean                                                 | Ferrari 062 EVO | VF-18 | 93     | 5   |
| 2017  | Kevin Magnussen Romain Grosjean                                                 | Ferrari 062     | VF-17 | 47     | 8   |
| 2016  | Romain Grosjean Esteban Gutiérrez                                               | Ferrari 061     | VF-16 | 29     | 8   |